# Tratado de El Pardo (1761)
El Tratado de El Pardo fue un acuerdo diplomático firmado el 12 de febrero de 1761 por los gobiernos portugués y español, en el cual se decidió la anulación del Tratado de Madrid de 1750. Las causas de esta nueva firma fueron las dificultades enfrentadas a lo largo de la década de 1750 para lograr una demarcación de las posesiones sudamericanas portuguesas y españolas en un área enorme e inhóspita; la denominada guerra Guaranítica, que consistió en la resistencia de los indígenas y jesuitas de los siete pueblos de las Misiones Orientales del Uruguay a salir de aquel lugar para que fuese entregado a Portugal; y la muerte, producida dos años antes, del rey español Fernando VI, con la subida al trono de Carlos III, el cual decidió la revisión general de los acuerdos hechos con los portugueses.